# Drepanepteryx algida
Drepanepteryx algida är en insektsart som först beskrevs av Erichson in Middendorff 1851.  Drepanepteryx algida ingår i släktet Drepanepteryx och familjen florsländor. Inga underarter finns listade i Catalogue of Life.